# Tombola
En tombola er et lotteri, hvor lodderne opbevares i og trækkes fra en særlig tromle. Tromlen kan drejes rundt, hvorved de sammenrullede lodder blandes. Gennem en luge i tromlen kan spilleren udvælge et lod, som kan vise sig at være et gevinstlod eller en nitte.